# Stazione di Amagasaki Center Pool-mae
La stazione di Amagasaki Center Pool-mae (尼崎センタープール前駅?, Amagasaki Center Pool-mae-eki) è una stazione ferroviaria della città di Amagasaki nella prefettura di Hyōgo in Giappone. Dista 10,8 km ferroviari dal capolinea di Umeda.

## Linee
Ferrovie Hanshin
■ Linea principale Hanshin

## Struttura
La fermata è realizzata su viadotto e dispone di due marciapiedi a isola e uno laterale con quattro binari passanti.
| 1-2 | ■ Linea principale Hanshin | per Amagasaki, Noda e Umeda    |
| 3-4 | ■ Linea principale Hanshin | per Sannomiya, Akashi e Himeji |

## Stazioni adiacenti
| «                                 | Servizio                 | »                        |
| Linea principale Hanshin          | Linea principale Hanshin | Linea principale Hanshin |
| --------------------------------- | ------------------------ | ------------------------ |
| Deyashiki                         | Locale                   | Mukogawa                 |
| Tutti gli altri treni non fermano |                          |                          |